# بوت فان دولمن
بوت فان دولمن (بالهولندية: Boet van Dulmen)‏ هو متسابق دراجات نارية هولندي. نافس في سباقات بطولة العالم لفئة 500 سي سي ولفئة 350 سي سي ولفئة 250 سي سي ولفئة 50 سي سي.

## روابط خارجية
- بوت فان دولمن على موقع MotoGP.com (الإنجليزية)